# Peromyscopsylla catatina
Peromyscopsylla catatina är en loppart som beskrevs av Jordan 1928. Peromyscopsylla catatina ingår i släktet Peromyscopsylla och familjen smågnagarloppor. Inga underarter finns listade i Catalogue of Life.